# Белорусско-литовская дискуссия о Великом княжестве Литовском
Белору́сско-лито́вская диску́ссия о Вели́ком кня́жестве Лито́вском — проблема наследия Великого княжества Литовского (ВКЛ) и отношения к нему современных Беларуси и Литвы. Основными спорными моментами являются вопросы генезиса и истоков государства, роли балто-литовских и белорусско-славянских земель, национально-этнический характер державы. Другими противоречиями стали споры о первой столице, локализации летописной Литвы, происхождении правящей династии, добровольном или насильственном включении территории Беларуси. В рамках дискуссии были противопоставлены две концепции о ВКЛ — одна рассматривает его как балтское (литовское в современном значении) государство, то есть итог социально-политического развития древнелитовских племён, в ходе чего произошло покорение ими земель Руси; другая же считает его славянским (белорусским), сформировавшимся преимущественно на белорусской территории с преобладанием славянской культуры, где балтское население играло второстепенную роль. Однако всё бо́льшее признание получает точка зрения тех, кто учитывает роль и предков литовцев, и предков белорусов, отвергая крайние и односторонние подходы к проблеме. Данная трактовка представляет державу как объединение военной мощи балтов с культурными достижениями восточных славян.
Дискуссия имеет истоки в XVI столетии, но непосредственно возникла во второй половине XIX — начале XX века. Предшествовало этому шляхетское движение за восстановление Великого княжества Литовского. После восстания 1863—1864 годов оно уступило своё место белорусскому и литовскому национальным движениям, которые стали конкурировать за политическое наследие державы. Первый этап борьбы окончился успехом для литовцев: в мире они стали считаться единственными наследниками государства. Белорусская сторона не смогла преуспеть из-за проблем с названием, непризнания как самостоятельного народа, разгрома Белорусской Народной Республики, закрепления Вильно (Вильнюса) за Литвой. На рубеже 1980-х и 1990-х начался современный этап дискуссии, который стартовал с публикации Николая Ермоловича, критиковавшего старые взгляды на истоки Великого княжества Литовского. После распада СССР учёные двух стран вступили в диалог для поиска компромисса. Историки смогли прийти к мнению, что наследие державы является общим достоянием. Однако у такой трактовки нашлось много противников в Литве. Лишь со временем в стране стали постепенно отходить от старого подхода, в то время как в Беларуси компромиссная оценка уже утвердилась. Поскольку в современности история стала инструментом манипулирования общественным сознанием со стороны политиков, помимо научного сообщества, в спор вовлечены государственные власти, общественность и обычные пользователи Интернета. Среди дискуссионных моментов — отношение к белорусской идеологии литвинизма и использование герба «Погоня».
Ряд современных белорусских и литовских деятелей призывают к толерантности к точкам зрения друг друга, отмечая общность наследия Великого княжества Литовского для двух народов. Русские, украинцы и поляки тоже высказывали свою причастность к государству. При этом в Беларуси и Литве имеются противники приобщения к наследию ВКЛ.

## Концепции
Однако наша историография, которой пока не удалось выйти за национальные границы, уверена, что именно Беларусь является главной преемницей ВКЛ, ибо наши земли составляли большую часть Княжества, а старобелорусский язык был государственным. Летувисы [литовцы] говорят нам, что большинство великолитовских князей были балтами, а старобеларуский язык — всего-навсего канцелярским. Беларусы возражают: как это ВКЛ — ваше, если в нём балтов (жамойтов [литовцев]) было всего 5 % населения?
По состоянию на начало XXI века в научных кругах сформировались три основные концепции образования ВКЛ: «литовская» (также традиционная, «летувистская», «балтская», официальная советская), «белорусская» (также концепция Ермоловича), центристская (также «белорусско-литовская», «литовско-белорусская», «литовско-русская», компромиссная). К числу прочих концепций относится «польская». Предполагается, что Польша также имеет право на историческое наследие государства.

### Литовская концепция
Главенствующая роль отведена балтским племенам аукштайтов и литвы (предкам современных литовцев), подчёркивается балтское происхождение первого правителя — Миндовга. В основе концепции заложена идея эволюции древнелитовского общества до государства и завоевания соседей-славян. Концепция зародилась в XVIII—XIX веках, но её истоки лежат в XVI столетии. Вклад и роль предков белорусов при таком подходе не рассматриваются.
Государство представляется как итог социально-политического развития древнелитовских племён. Ключевым в формировании державы моментом считается подчинение литовцами жителей Руси. Такой точки зрения придерживаются многие российские (а ранее советские) историки, а также большинство польских и литовских учёных. Как отмечают сторонники концепции, когда восточные славяне имели крепкую государственность (IX—XI века) — Киевскую Русь, современная Литва представляла собой ряд отдельных земель во главе с «кунигасами» (князьями). Государство тут возникло только в XIII в. и сразу же превратилось в могучую политическую и военную организацию. Для южных и западных земель Руси XII—XIII века были периодом феодальной раздробленности, междоусобных войн, которые ослабляли славян. Всё это дополнялось набегами монголо-татаров и крестоносцев. Тем самым западные и южные земли Руси, невзирая на более высокий уровень развития, стали лёгкой добычей для балтов.
Частью концепции является гипотеза о раннелитовском государстве, которое предположительно возникло в Аукштайтии примерно к 1183 году. Однако основательное становление княжества относят к середине XIII века. Ослабление Руси в ходе феодальной раздробленности считается ключевым фактором, который позволил литовцам начать экспансию, в первую очередь тем, что балты привлекались к конфликтам князей в качестве наёмников. Различные княжеские группировки пытались переманить литовские дружины на свою сторону, то есть они стали зависимы от иноземцев. Предполагается, что в XII в. при поддержке Полоцка, в чьи междоусобицы были вовлечены наёмники, Литва покорила соседние княжества Нальшаны, Дяволтва и Нерис. К 1183 году литовцы могли объединить все эти земли в одно княжество, о чём свидетельствует усиление их мощи в тот период. Импульсом для консолидации балтов стала внешняя угроза: во-первых, стабилизация положения Полоцка привела к возобновлению экспансии полочан в Нальшаны в направлении Браслава; во-вторых, в Балтийский регион пришли крестоносцы. Проведя объединения, с 1183 года Литовское государство начинает набеги на восточных соседей. В XII—XIII веках литовцы совершали нападения на Псков, Новгород, Полоцк, Великие Луки.
В качестве признака функционирования ВКЛ называется распространение понятия «Литва» на новые территории. По мнению сторонников, центром государства была Литва в узком смысле — бывшая территория изначального Литовского княжества, район проживания племени литва. С течением времени название распространилось на территорию современной Литовской Республики.

### Белорусская концепция
Главенствующая роль отведена славянскому населению Руси (предкам современных белорусов), в частности Понеманья, где зародилась держава. ВКЛ рассматривается как собственно белорусское государство, сформировавшееся преимущественно на белорусской территории с преобладающей ролью белорусского элемента. Данная трактовка возникла на рубеже 1980-х и 1990-х годов, но корнями восходит в межвоенный период. Большинство белорусских учёных её не поддержало, но в целом концепция сыграла огромную роль в изучении отечественной истории. Так, в частности, если в исторических учебниках советских времён речь шла о литовском завоевании белорусских земель, ВКЛ трактовалось исключительно как литовское государство, а отсчёт белорусской истории фактически вели с 1917 года, то под влиянием новых идей старые взгляды стали пересматривать.
Представители белорусской концепции делают упор на отсутствие в исторических документах свидетельств о завоеваниях. Вместе с тем становление ВКЛ сопровождалось завоеванием балтских земель, в частности Дяволтвы и Нальшан, уничтожением и изгнанием местных феодалов, что было в интересах знати белорусских земель. Кроме того, заявляется об ошибочности отождествления летописной Литвы (XI—XIII века) с восточной частью современной Литвы (тогдашней Аукштайтией). Исторические свидетельства и топонимика показывают, что в Средние века под Литвой понималась территория Верхнего Понеманья, находившаяся между Полоцкой, Турово-Пинской и Новогрудской землями и являвшаяся вместе с ними одной из исторических областей Беларуси (в тот период край не был славянским, находясь на границе расселения балтов). Здесь «белорусы» вступают в конфликт с «литовцами», поскольку для последних она занимала территорию Жемайтии, Аукштайтии, Селы и Земгалы.
Роль Миндовга в истории белорусская концепция считает преувеличенной. Отдаётся большее значение деятельности Войшелка. Именно им было проведено объединение Новогрудской, Пинской, Нальшанской, Деволтовской, Полоцко-Витебской и летописных Литовских земель в единое государство. Однако если присоединение балтских территорий было насильственным, то присоединение Пинска, Полоцка и Витебска проходило добровольно. Подобным образом к Великому княжеству Литовскому присоединялись и другие белорусские земли. Решающую объединительную роль в начальный период играл Новогрудок. Отмечается, что восточнославянские земли во многом определяли культурное и экономическое развитие ВКЛ. Согласно данной точке зрения, хоть правящая династия и часть аристократов имели литовское происхождение, феодалы белорусских и других земель Руси также участвовали в управлении страной.
Порой балтов либо не замечают, либо преуменьшают их роль в создании ВКЛ. Более того, предкам современных литовцев, как и им самим, отказывается в праве считаться Литвой и литовцами, а вместо этого предлагаются исторические названия «Жмудь» («Жамойть», «Жамойтия») и «жмудины», которыми ранее белорусы их и называли. По мнению сторонников данной трактовки, первые термины всегда относились лишь к славянам, то есть к белорусам. Обозначение «Русь» закрепляется за территорией современной Украины. При этом Жмудь (также как и Аукштайтия) считается обособленным от исторической Литвы регионом, то есть Беларусью.
Сторонники указывают, что по Статуту ВКЛ государствообразующими народами были литвины (белорусы) и русины (украинцы), а вот жмудины (литовцы) объявлялись вместе с евреями лишёнными прав национальными меньшинствами. Присвоение название Литвы жмудинам пришло при российских властях: вместо «литвины» в значении белорусов царизм ввёл в 1870-х понятие «литовцы» в значении жмудов. Балтский компонент объясняется наличием на территории современной Гродненской области ятвягов, которые белорусизировались и никак не связаны с литовцами.

### Центристская концепция
В центристской концепции признаётся роль как предков литовцев, так и предков белорусов. Свои истоки позиция берёт в полемической литературе первой половины XVIII века, где содержалась идея мирного характера включения земель Руси в литовское государство и гарантированного привилеями особого статуса для православной церкви и русской знати. На этой основе была сформирована «великорусская» версия происхождения ВКЛ, которая нашла своё отражение в работах историков последующих периодов, в том числе традиционной белорусской историографии XX—XXI веков. Уже во второй половине XIX века был сделан вывод о том, что процесс присоединения территорий бывшей Руси не может быть объяснён исключительно завоевательной стратегией литовцев или ослаблением русских княжеств. Возникновение подобных взглядов связано с попытками представить государство как часть российской истории.
Сторонники центристской концепции создания Великого княжества Литовского на основе соответствующего конкретно-исторического материала утверждают, что в XIII—XIV веках решающую роль в создании и развитии страны играли как западнорусские, так и литовские феодалы. Однако в XV—XVI веках установилось господство элиты славянского происхождения. Остальные позиции критикуются за то, что государственность не рассматривается как политическое образование, совокупность политических институтов, а сводится к территории, языку и другим этническим признакам. Великое княжество Литовское воспринимается как полиэтническое государство. Его формирование связывают с возникновением у литовцев предпосылок государственности, стремлением белорусских земель преодолеть феодальную раздробленность и консолидироваться, внешним угрозам в лице крестоносцев и татаро-монголов. Согласно этому мнению, произошло объединение военной мощи балтов с культурными достижениями восточных славян. Отрицается покорение литовцами белорусов.
Историческим ядром ВКЛ называется Белорусское Понеманье, которое в то время являлось зоной активного взаимодействия балтов и славян. Летописная Литва локализируется Виленским краем, то есть юго-востоком Литовской Республики и северо-западом Республики Беларусь. Как заявлялось, создание ВКЛ началось с деятельности Миндовга. В междоусобной борьбе за власть он потерпел поражение и был вынужден бежать из первоначальной Литвы (в то время под этим топонимом, предположительно, понимались балтские земли в будущей Виленщине) в Новогрудок. Местное население выбрало Миндовга своим князем и поставило перед правителем задачу расширить территорию княжества за счёт соседней Литвы.
На сегодняшний день в Республике Беларусь исторический нарратив сформирован на основе компромисса. Белорусские историки признали это государство в качестве важного элемента формирования собственной государственности и культуры. Призывы отдельных политиков считать его первоосновой белорусской государственности у историков поддержки не получили. Литовская сторона считает ВКЛ исключительно своим проектом, хотя признаётся факт потери элитами родного языка и перехода из язычества в католичество. Ряд историков соглашается с тем, что их предки сотрудничали со славянами, строя ВКЛ. В целом научные сообщества Литвы, России и Польши также стали переходить к данному подходу, поскольку он отвергает крайние и односторонние взгляды на проблему.

### Прочие концепции
Исключительную роль литовцев в построении государства оспаривают также русские и украинцы. В современной России в Великом княжестве Литовском порой видят альтернативный путь своего развития («другая Русь»). Для Украины государство стало важным этапом на пути формирования языка и народа. Притязания украинцев обоснованы тем, что во второй половине XIV — XV веке их земли преобладали в пространственном отношении над белорусскими, литовскими и российскими. Однако в целом они не стремятся вступать в дискуссию о ВКЛ, так как удовлетворены наследием Киевской Руси. Российская сторона в своих воззрениях указывает, что в результате деятельности великих князей возникло русское (литовско-русское), по сути, государство, в котором всё было русским: вера, язык, гражданские уставы, понятия, нравы, обычаи. Как следствие, история ВКЛ имеет непосредственное отношение к истории России, поскольку оно в значительной степени было продолжателем государственных традиций древнерусского государства. Положение изменилось только с усилением польского влияния. Вместе с тем княжество выступало одним из центров «собирания русских земель». Именно поэтому великолитовские князья Гедимин, Ольгерд, Витовт, Кейстут и нальшанский князь Довмонт попали на монумент «Тысячелетие России» в Великом Новгороде.
В основу притязаний поляков на ВКЛ легли исследования историков XX века, которые касались проблемы заключения персональной и реальной унии ВКЛ и Польши. Специалисты рассматривали период истории ВКЛ как часть польской истории. Именно тема юридическо-правовой направленности послужила обоснованием для подобных воззрений. В основу польской концепции легла интерпретация латинского слова «applicare» (его можно перевести и как «объединение», и как «присоединение») из текста Кревской унии 1385 года, которая предполагала, что великий князь Ягайло займёт одновременно с литовским польский престол. Историк Станислав Кутшеба посчитал, что «applicare» является синонимом к «incorporatio», и следовательно, Литва была присоединена к Польскому королевству. Эта интерпретация была названа Гжегожом Блащиком «инкорпорационной» и была принята польской историографией. Притязания обосновываются также Люблинской унией 1569 года, в ходе которой, по мнению польской стороны, была инкорпорирована не только южная часть Литвы, территория современной Украины, но и фактически всё княжество. После 1569 года нельзя говорить о польско-литовской унии, поскольку ВКЛ в государственно-правовом значении уже не существовало. Сохранение названия Великого княжества для его земель считалось сохранением исторического, традиционного территориального определения.
Всё это привело к тому, что образовавшаяся по итогу унии Речь Посполитая считается некоторыми только польским государством, а ВКЛ в 1569—1795 годах воспринимается как «польское наследие на востоке».

## История

### Зарождение проблемы. Оформление позиций
Тесные связи Беларуси и Литвы во многом обусловлены их историческим прошлым и пребыванием в составе Великого княжества Литовского. Держава стала ключевым элементом национально-исторического мифа двух республик. Историк Алесь Кравцевич начало споров о Великом княжестве Литовском связал с развитием национальных движений — литовского и белорусского. Саму проблему происхождения государства он относил к идеологическому конфликту XVI века между Литвой и Москвой.
Его коллега Сергей Морозов указывал, что реализации идей государственности двух народов предшествовали попытки литвинской шляхты возродить державу. После восстания 1863—1864 годов литовцы и белорусы отошли от этого, поскольку «начали осознавать себя и свои собственные интересы». Тем не менее политическое наследие данного государства заняло важное место в их идеологиях. Позже, по Морозову, «расхождение интересов потомков ВКЛ по мере формирования наций и национального самоосознания, различное видение будущего народами исторической Литвы привело к конкуренции из-за общего политического наследия». Уже в начале XX века литовские политики стали считать себя единственными правопреемниками исторической Литвы. Данный подход окончательно утвердился в период Первой мировой войны. Белорусы, в свою очередь, по словам общественно-политического деятеля того периода Антона Луцкевича, чувствовали тесную связь с соседями, чему способствовало общее наследие ВКЛ.
В пятом и шестом поколениях наследников Великого княжества Литовского (начало XX века) с новой силой пробудилась историческая память. Этому способствовали кризисы в Российской империи (национальный вопрос, поражение в русско-японской войне, революция 1905—1907 годов и прочее). В идеологиях каждого национального движения сформировались разные подходы к проблеме наследия. В политической мысли литовцев появилась концепция этнографической Литвы, трактовавшей державу как вотчину литовского народа, хотя отдельные национальные деятели выступали за продолжение традиции многонационального ВКЛ. Польская федералистская программа предусматривала восстановление ВКЛ и его объединение через новую унию с короной на условиях Федерации; а программа национал-демократов — инкорпорацию исторической Литвы в состав Польши. Особенно прочно идея возрождения государства закрепилась в умах белорусских политиков той эпохи, которая противопоставлялась западнорусизму — концепции, рассматривавшей белорусов как субэтнос русского народа.
Тем не менее идея объединения двух народов в рамках одной автономии или одного государства просуществовала вплоть до середины 1920-х (см. Краёвцы, Великое княжество Литовско-Белорусское, Литовско-Белорусская Советская Социалистическая Республика). Она подпитывалась также исследованиями этнографов и фольклористов XIX века. В ходе изучения выяснилось, что если очевидная языковая отличительность литовцев и белорусов не вызывала никаких сомнений, то отнесение некоторых явлений народной культуры к «литовскому» или «белорусскому» стало весьма сложным и запутанным занятием. Подобное видение сходства и даже полного тождества литовских и белорусских крестьян вызвано сознательным нежеланием местных интеллигентов, ностальгирующих по временам ВКЛ, изобретать и противопоставлять один «этнографический» народ исчезнувшей державы другому, что разрушало бы концепцию единой «политической нации», воображённой и лелеемой местной шляхетской элитой. Их оппоненты искали «чистые», «классические» национальные территории, «не затронутые внешним влиянием». Литовцы в качестве идеального региона выделили Жемайтию (Жмудь), колорит которой позволял наиболее эффективно выстраивать символическое расстояние от «иных» соседей и, таким образом, создавать выразительный образ «литовского» с максимальным индексом отличительности. Подобную роль у белорусов выполняли Полесье, Поднепровье и Подвинье.

### Проблемы белорусской стороны. Победа литовцев
Вячеслав Носевич отметил, что историческое наследие ВКЛ и отношение к нему сыграло ключевую роль в формировании идентичности белорусов и литовцев. Многие из них стали воспринимать его как государство своих предков. Современная литовская нация и национальное государство были построены во многом благодаря ощущению исторической преемственности. Решающую роль, по мнению исследователя, сыграло «созвучие названий». Согласно Носевичу,
Нациетворчество белорусов изначально оказалось в более сложном положении, поскольку в историческом прошлом не было столь убедительных созвучий. Точнее, исторические самоназвания «русь», «руський», которым пользовались их предки, к моменту оформления белорусской национальной идеи были прочно «узурпированы» жителями России. Тот факт, что их пытались оспорить в свою пользу ещё и украинские националисты, лишь усложнял ситуацию.
Привязка к ВКЛ произошла посредством термина «литвины». Так себя называли жители белорусских земель до того, как закрепилось наименование «белорусы». Слово имело значение политонима, обозначавшее всех жителей ВКЛ (как литовцев, так и белорусов).
На первом этапе борьбы за наследство державы, согласно Андрею Котлярчуку, литовцы преуспели. Причиной тому было то, что во второй половине XIX века и начале XX века их национальное движение оказалось в более выгодном положении, чем у соседей. Так, в частности, литовцы сохранили национальный костёл, а царские власти не были против просвещения и печати на литовском языке, пусть даже и кириллицей. У белорусов всего этого не было, поскольку данный народ как самостоятельный не рассматривался. Мешали также проблемы в выборе своего названия: Вацлав Ластовский пропагандировал название «Кривия», Ян Станкевич пытался ввести в обиход термин «Великая Литва», другие выступали за «Беларусь». Захар Шибеко к причинам победы литовской стороны добавил политические события: сохранение независимости Первой Литовской Республики (в отличие от Белорусской Народной Республики) и передача Вильно в 1939 году. В последующем у советских и зарубежных историков «литовская» концепция укрепилась как доминирующая позиция.
Помимо того, в досоветский период у белорусских крестьян, которые составляли большинство населения, историческая память о Великом княжестве Литовском практически отсутствовала. По мнению белорусско-российского учёного Александра Гронского, причина была не в том, что царские чиновники и учителя лишили народ памяти о прошлом. Историк подметил, сославшись на своего коллегу Олега Матвеева, что у белорусов образ державы представлен лишь в письменной культуре знати, оказавшейся в орбите польской культуры и постепенно терявшей духовную связь с большинством, а также некоторое время у городского населения, отстаивавшего Магдебургское право. Для народных представлений белорусских крестьян не характерно прославление войн и князей, не обязательны исторические подробности, зато важны переживания простых людей, на долю которых выпали испытания разорительных вторжений, плена, вынужденной разлуки с семьей. Отдельные белорусские предания о князе Витовте либо «заземляют» его происхождение, вписывают его в ожидания народного правителя, либо наделяют ролью «культурного героя».
Согласно Норману Дэвису, на Западе белорусы не смогли преуспеть из-за схожести названия их страны с Россией. Украина, к примеру (похожая по языку и культуре), попала в более предпочтительную позицию. Вплоть до XXI века Беларусь продолжают не воспринимать серьёзно. По заявление историка, на Западе многие думают, что белорусы никогда не имели своего собственного государства, и мало кто знает о связи народа с ВКЛ.
В 1920-е годы, как писал историк Андрей Киштымов, белорусы оказались в привычном для себя положении «памiж», то есть «между». Имея в составе БССР шесть уездов былой Минской губернии, крайне трудно было позиционировать себя историческими наследниками державы «от моря и до моря». Тем более советским белорусам предложили поверить в нечто значительно более масштабное — в мировую революцию.
Борьба за наследие государства нашла своё отражение в территориальном споре за Виленский край (1917—1939) между Польшей, Литвой и Беларусью. Все три стороны рассматривали эту территорию в целом и город Вильно (Вильнюс) в частности как жизненно значимые для себя не только в культурном, но и в политическом плане, по-разному интерпретируя исторические основания своих претензий на край. Первая мировая война выявила и довела до практического разрешения все те противоречия, которые накапливались здесь в предшествующие десятилетия между различными националистическими проектами. В данном споре наследие ВКЛ активно эксплуатировалось. Литовские представители указывали, что Виленщина является часть исторической (летописной) Литвы, а местное польско-белорусское население, составлявшее большинство в крае, является славянизированными балтами. Поляки апеллировали к Люблинской унии, в рамках которой ВКЛ и Королевство Польское образовали единую федерацию — Речь Посполитую. Другим аргументом являлся язык: польский доминировал в крае. Белорусское национальное движение, интерпретировавшее Великое княжество Литовское как своё политическое и культурное наследие, базировалось на том, что белорусы составляли более половины населения Виленщины.
В ходе событий гражданской войны в России (в частности, польско-литовской и польско-советской войн) Виленщина оказалась за поляками. В 1939 году край заняла РККА, а вскоре советские власти передали регион Литве, тем самым укрепив её позиции в деле борьбы за историческое наследие.

### Возобновление дискуссии. Поиски компромисса
Современный этап дискуссии, по мнению историка Олега Дерновича, стартовал с самиздатовской публикации Николая Ермоловича «По следам одного мифа: Было ли литовское завоевание Беларуси?». Некоторое время труд циркулировал в подполье в ограниченном кругу белорусской интеллигенции. Во второй половине 1980-х годов, когда книга была опубликована официально, она вызвала возмущение в литовской академической сфере.
С конца 1980-х и в течение 1990—1994 годов дискуссии между белорусами и литовцами, в ходе которых стороны пытались принизить роль друг друга, достигли своего пика. В июне 1992 года в Гервятах (Островецкий район) состоялся «круглый стол» с целью уточнить некоторые вопросы общей истории двух народов. Литва и Беларусь, получившие независимость, стали вырабатывать собственное субъектное видение прошлого. Учёные посчитали нужным вступить в диалог, чтобы согласовать отдельные моменты в истории возникновения державы. На данной встрече профессором Адамом Мальдисом было озвучено мнение о ВКЛ как белорусско-литовском государстве или, равнозначно, литовско-белорусском. И было добавление: с учётом фактора украинского народа. На встрече стороны смогли достичь компромисса по данному вопросу.
Сближение по вопросам прошлого шло совместно с украинскими и польскими историками. В 1990 году по инициативе польского учёного Ежи Клочовского была созвана международная конференция «Рим-1». На встрече специалисты приняли решение создать четыре научно-популярные книги, своего рода учебники истории четырёх стран. Идеи, прозвучавшие на конференции, получили благословение понтифика Иоанна Павла II. О ходе работы над четырьмя историями шла речь на следующих ежегодных «римских» встречах: в Каменец-Подольском, Люблине, Гродно и Тракае. Наиболее активно в данном направлении работали белорусы. В срок справились польские и украинские авторы. Участники «круглых столов» во время дискуссии обсуждали не столько делёж наследия, сколько необходимость воспринимать его как единое, неделимое и неповторимое целое. ВКЛ назывался историками идеалом, поучительным примером прагматического решения государственных, этнических, конфессиональных, культурных вопросов в сложных условиях нахождения между Востоком и Западом. На заседаниях «круглого стола» говорилось также о том, что расхождение взглядов историков порой неизбежно в силу различия национальных интересов.
В 1994 году в Тракае неожиданно выяснилось, что литовские авторы под руководством Юозаса Тумялиса «приватизировали» ВКЛ, объявив его наследие исключительно достоянием современного литовского государства. Тракайской встречей, которой сопутствовали оскорбительные высказывания в вильнюсской печати, и прекратилось проведение «римских» конференций. Подобное было вызвано тем, что во многих государствах постсоветского пространства возрос научный и общественный интерес к поиску истоков национальной государственности. Негативной стороной данного процесса стала мифологизация, а в ряде отдельных случаев — и фальсификация национальной истории в политических целях. Литовская историческая наука, которая при советской власти старалась сохранять конструктивный подход к исследованию прошлого, в независимый период изменила парадигму. Так, если в Советской Литве историки активно изучали «дружеские узы», связывающие народы, то позже учёные стали акцентировать внимание на самобытности литовского этноса и литовской государственности.
Таким образом, понятие «белорусско-литовское / литовско-белорусское государство» закрепить не удалось, поскольку у подобной формулировки нашлось много противников в Литве, в то время как в Беларуси произошли политические перемены, изменилась государственная символика, и от борьбы за наследие ВКЛ Минск отстранился. В то же время литовские учёные показали, что они более серьёзно и целенаправленно подходят к задаче репрезентации своей истории, издавая свои труды на английском и немецком языках. В связи с этим в остальном мире наследником ВКЛ стала считаться именно Литовская Республика. Постепенно литовские исследователи стали пересматривать старые взгляды. Антанас Рачис указал, что в «Универсальной литовской энциклопедии» отказались от «романтического подхода к ВКЛ», поскольку данное государство «не было в строгом смысле Литвой». В 2009 году на круглом столе «Тысячелетие Литвы. Литва и Беларусь 1000 лет вместе» историк Альфредас Бумблаускас заявил, что «ВКЛ — наше общее наследие, и вы, белорусы, берите себе от него столько, сколько желаете».
Для других стран проблема также оказалась актуальной. Как писал Дэвис, в связи с распадом СССР «мир встрепенулся от сенсационной новости, что западный регион СССР вовсе не является Россией». Новые государства, такие как Латвия, Литва, Беларусь и Украина, для обывателя из дальнего зарубежья появились словно ниоткуда. Политические комментаторы начали объяснять, откуда же они все взялись.
Протесты в Беларуси 2020 года и миграционный кризис 2021 года помешали диалогу учёных. В мае 2024 года директор Института истории НАН Беларуси Вадим Лакиза заявил, что власти Польши и Литвы запретили своим историкам контактировать с коллегами из соседней республики. С его слов, научное сообщество оказалось под воздействием политики, в связи с чем Вильнюс стал «приватизировать» историю Великого княжества Литовского. Лакиза выразил надежду на возобновление контактов.

## Политика

### Позиции  властей
Публицист Ян Бертанович указывал:
И сегодня если кого-то из настоящих историков взять за грудки и задать прямой вопрос: «Брат, скажи как на духу, так кто же создал ВКЛ: беларусы или литовцы?», он внятно объяснит: те, кто его создавал, и думать не предполагали, что спустя много веков здесь вдруг появятся национальные государства. А вслед за ними – и политики, которые начнут делить прошлое.
В современности история любого государства стала инструментом манипулирования общественным сознанием со стороны политиков. Преемственность современной Литвы от средневекового княжества была отражена в конституции республики 1992 года:
Литовский народ, создавший много веков тому назад Литовское государство, основывая его правовой фундамент на Литовских Статутах и Конституциях Литовской Республики, веками решительно защищавший свою свободу и независимость, сохранивший свой дух, родной язык, письменность и обычаи, воплощая естественное право человека и народа свободно жить и творить на земле своих отцов и предков – в независимом Литовском государстве, […] волей граждан возрождённого Литовского государства принимает и провозглашает эту Конституцию.
Ранее эта связь косвенно акцентировалась в Актах о восстановлении независимого Литовского Государства от 16 февраля 1918 и 11 марта 1990.
Тем временем президент Беларуси Александр Лукашенко, согласно Вадиму Вилейте, на протяжении 30 лет вёл двойственную политику в отношении белорусской истории: с одной стороны она, в его представлении, началась с большевиков, в начале XX века, а с другой, уходит в века, и объединена с Литвой и Польшей. В зависимости от политического контекста официальный Минск регулярно менял линию, на которой основана белорусская государственность. Эти волны совпадали во времени с теми периодами, когда страна стремилась наладить отношения с Западом, пытаясь лавировать между Европой и Россией. Именно под воздействием подобной политики в 2010-е годы начали ставить памятники литовским князьям в Беларуси и реставрировать замки ВКЛ. Тем самым, наравне с пророссийским самоопределением, где общеобъединяющим стала Великая Отечественная война, советское наследие, интеграция с Россией, наметилась вторая линия — тенденция приобщения к историческому наследию Великого княжества Литовского. В 2022 году президент назвал Великое княжество Литовское «первым белорусским государством», которое сформировалось «на основе белорусского этноса» как «оборонительный союз с прибалтийскими племенами», раскритиковав соседние страны за отрицание вклада белорусов в развитие ВКЛ и Речи Посполитой. 
У официального Вильнюса подобные шаги вызывали протест. Аналитик Центра исследования Восточной Европы Линас Кояла объяснял действия соседей стремлением вырваться из внешней изоляции, ведь они всегда воспринимались как «связанная с Россией территориальная и административная единица, не имеющая своей культуры, истории, сравнимой с какой-нибудь другой европейской страной». По мнению историка Валдаса Ракутиса, такая политика представляет угрозу двусторонним отношениям, поскольку несёт националистический элемент воспитания нового поколения в духе: «Литва – это какое-то недоразумение, и что Вильнюс надо присоединить к Белоруссии». Однако в апреле 2020 года президент Литвы Гитанас Науседа в телефонной беседе с белорусским лидером отметил «общий исторический опыт в Великом княжестве Литовском», который укрепляет двухсторонние отношения. В качестве примера сотрудничества в этом направлении глава государства назвал церемонию перезахоронения Кастуся Калиновского и его сподвижников.
При этом действующее руководство Беларуси старалось избегать политизации истории и крайних оценок. Как указал журналист Василий Маланшеков, даже в начале 2020-х годов, когда произошло резкое ухудшение отношений двух государств, белорусские власти не начали выстраивать антилитовский нарратив (в отличие от антипольского), а стремились указать соседям на общность наследия, хотя литовские власти воспринимают такие шаги как попытку деконструкции национального исторического мифа. В феврале 2025 года, поздравляя литовцев с Днём восстановления государства, Лукашенко сказал:
На протяжении многих веков наши народы всегда шли рядом, обогащали друг друга культурно, экономически и духовно. Несмотря на сегодняшние трудности, связи между современными жителями Беларуси и Литвы не удалось нарушить ни одиозным прибалтийским политикам, ни их западным кураторам.

### Идеология литвинизма
Белорусские национально-ориентированные партии (Белорусский народный фронт, Белорусская социал-демократическая Грамада) и общественные организации («Толока», «Походня»), созданные в конце 1980-х, поддержали «белорусскую» концепцию становления ВКЛ и пытались использовать её в своей общественно-политической деятельности. Это объяснялось тем, что лидеры данных организаций были именно теми историками, археологами и филологами, которые сами и разработали эту концепцию, выросшую в отдельную идеологию — литвинизм. В идеологии прежде всего подчёркивается значение белорусов (точнее, предков современных белорусов) в истории ВКЛ, которое предстаёт как важнейший этап национальной истории.
При этом в концепции существует несколько внутренних течений: например, одни его сторонники считают литвинов преимущественно славянами, другие — славянизированными балтами. Представители радикального направления ставят под сомнение, что современные литовцы («жемайты») — наследники ВКЛ. Радикальный литвинизм несёт в себе идеи того, что основным этносом в ВКЛ являлись белорусы, которых правильно надо бы называть литвинами, и, соответственно, они, нынешние белорусы, могут претендовать на всё наследие, в том числе на столицу Вильнюс (Вильно). При этом есть и умеренное крыло. Альфредас Бумблаускас назвал данное течение «конструктивными литвинистами». К представителям этого направления учёный причислил своего коллегу Алеся Белого. Данные литвинисты признают исторические границы Литвы шире, чем границы 1920 года. По мнению Вадима Вилейты, историческая теория умеренного литвинизма считает ВКЛ литовско-белорусским государством и акцентирует историческую общность литовцев и белорусов, подчёркивает мирный характер их сосуществования в составе общей страны. Именно это вошло в основу школьного и вузовского толкования истории ВКЛ в Беларуси.
Противники литвинизма считают его в целом маргинальной псевдонаучной концепцией. Белорусская политическая активистка Светлана Тихановская охарактеризовала данную идеологию как «маргинальную теорию», которая стремится искусственно разъединить литовцев и белорусов, и заявила, что белорусы уважают территориальную целостность и историческое наследие Литвы. Литвинизм также описывался своими критиками как форма фашизма, сопряжённая с экспансионистскими территориальными претензиями Беларуси к соседним странам. 
Как указал Вилейта, при любых попытках белорусов прикоснуться к истории ВКЛ в литовском обществе и политических кругах возникает страх перед литвинизмом. Хотя официальный Минск не выдвигал территориальных претензий к соседям, наличие «литвинского мифа», популярного среди националистов, вносит напряжённость в отношения двух государств. В 2023 году литвинизм вызвал очередную волну критики со стороны научной общественности Литвы. Основной причиной тому стало увеличившееся белорусское присутствие в Литве. Издание «Независимая газета» отметило, что в связи с этим отношение к белорусской диаспоре в стране ухудшилось. Спор изначально разгорелся в соцсетях, а затем в него включились новые участники в лице депутатов Парламента Литвы и Рады Белорусской Народной Республики (белорусское «правительство в изгнании»). Председатель литовского парламентского комитета по национальной безопасности и обороне Лауринас Кащюнас возмутился тем, что белорусы «присваивают себе историю Литвы». Член комитета по национальной безопасности и обороне Раймундас Лопата предложил бороться с каждым отдельным случаем проявления литвинизма, заявив, что Генеральная прокуратура могла бы начинать уголовное преследование лиц, пропагандирующих данную идеологию, которая «выражает претензии на территориальную интегральность Литвы».
Как следствие, белорусов, приехавших в Литву, принуждали расставаться с притязаниями на наследие ВКЛ. С ноября 2022 по август 2023 910 граждан Беларуси были признаны угрозой национальной безопасности (для сравнения, россиян с подобным статусом набралось всего 254). Департамент госбезопасности констатировал, что идеи литвинизма получили в последнее время определённое распространение, однако деятельность сторонников идеологии не представляет реальной опасности, хотя её положения могут увеличивать межэтническое напряжение и активизировать отрицательное отношение к литовскому государству у лояльной части сообщества белорусов в Литве. 
В марте 2025 года противоречия вновь обострились. Председатель консервативной партии «Союз Отечества — Литовские христианские демократы» Лауринас Кащюнас выступил с инициативой ужесточить ограничения для белорусов, а именно ограничить свободу передвижения для граждан соседней республики. Ранее, в феврале, в парламент обратилась большая группа активистов с призывом запретить белорусам использовать герб «Погоня», схожий с литовским «Витисом», чему предшествовали попытки белорусской оппозиции начать выпуск паспортов со всадником на обложке.

Белорусский историк Александр Пашкевич, дабы убавить пыл соседей, указывал: 
«Погоня» никогда не использовалась назло литовцам, а, напротив, была символом европейского выбора. Такие недоразумения – результат прежде всего того, что, несмотря на века соседской жизни и общей истории, литовцы сейчас очень мало знают о белорусах. Герб «Погоня» не появился в белорусском обиходе недавно и не является в белорусском пространстве новоделом, который белорусы при желании могут свободно заменить каким-то альтернативным проектом. «Погоня» используется белорусами как символ национального возрождения и стремления к свободе с самого начала национального движения. Именно под этим символом на протяжении всего тяжёлого XX века происходило становление несоветской белорусскости. В этом легко убедиться, посмотрев на сохранившиеся до наших дней исторические фотографии и другие артефакты: «Погоня» была и на печатях, и на паспортах, и на почтовых марках Белорусской народной республики, созданной в 1918 году, и на многих фотографиях с белорусских мероприятий 100-летней давности.
Радикалы из числа литовцев в этой связи устраивали агрессивные уличные акции: поджог дверей Белорусского дома, акты вандализма в отношении магазина «Кропка», часовни белорусского православного прихода Константинопольского патриархата. Провоцирующую роль в конфликте сыграли периодически появляющиеся на улицах литовской столицы белорусские граффити, включая «Вільня наша». Сопровождаются они, как правило, изображением бело-красно-белого флага.
- Вариант «Погони» XVI века.
- Герб Белорусской Народной Республики.
- Герб Первой Литовской Республики.
- Бывший герб Республики Беларусь (1991—1995)
- Бывший герб Литовской Республики (1990—1991)
- Текущий герб Литовской Республики (с 1991).

## Проблемы

### Научные вопросы
Как писал Вячеслав Носевич, позиции сторон (учёный назвал их «конкурирующими парадигмами») различаются не столько качеством научного анализа или полнотой учёта имеющихся фактов, сколько разным выбором исходных аксиом. В такой ситуации критика оппонентов с точки зрения погрешностей в их логической цепочке не достигает цели — она лишь приводит к исправлению частных недостатков и тем самым способствует упрочению парадигмы, которую пытаются опрокинуть. По мнению специалиста, познавательные возможности исторической науки по данному вопросу близки к исчерпанию. Имеющиеся факты позволяют построить две версии происходивших событий, окончательный выбор между которыми невозможен. Исходя из слов исследовательницы Я. Сумины, нерешённость проблемы генезиса ВКЛ связана с недостатком достоверных сведений.
Так, например, Носевич указывал на неясность локализации летописной Литвы. Источники XI — первой половины XIII веков не содержат ясных и непротиворечивых указаний, где находилась «Литовская земля» в узком значении, то есть изначальная вотчина Миндовга. Также ни один источник не объясняет, каким образом Новогрудок оказался под властью Миндовга и каков был первоначальный характер этой власти. Любое утверждение на одну из этих тем будет предположительным. По мнению Артураса Дубониса, озвученного им в 2009 году на круглом столе «Тысячелетие Литвы. Литва и Беларусь 1000 лет вместе», «вольное обращение с парадигмой «Литва» позволяет белорусским учёным так интерпретировать историю и антропологию, что белорусы превращаются и не в литовцев, и не в славян. Часто также термины «балты» и «литовцы» употребляются у белорусских историков как синонимы». Между тем Игорь Чаквин заявил, что «население, проживающее от Каунаса до территории Беларуси в районе Днепра — один антропологический тип», а поэтому разделить предков двух народов очень сложно. 
4 мая 2013 года в Минске состоялась публичная дискуссия о проблеме видения истории державы. От белорусской стороны в мероприятии участвовали Олег Дернович и Алесь Кравцевич, а от литовской — Рустис Камунтавичюс и Дангирас Мачюлис. В ходе встречи историки остановились на вопросе, было ли литовское завоевание восточнославянских земель. Белорусские учёные обозначили своё видение так: становление ВКЛ произошло в ходе объединения балтов, обладавших военной мощью, с более развитыми в культурном отношении восточными славянами, имевшими свою государственность. Тем самым имело место взаимовыгодное партнёрство. Литовская сторона раскритиковала позицию коллег, поскольку сомневалась в мирном сотрудничестве, ведь литовцы в военном деле превосходили жителей белорусских земель, из чего логично было бы предположить покорение славян. Белорусы отметили, что в письменных источниках нет упоминаний о военных столкновениях в Понемонье.
Частью данных споров стал вопрос о происхождении правящей династии. Имеются следующие теории:
1. Римское происхождение литовских князей. Базируется на Белорусско-литовских летописях[109], Хронике Быховца, Хронике литовской и жамойтской. По легенде, правящая династия происходит от римлянина Палемона, родственника Нерона, который бежал от жестокого императора (см. Палемоновичи)[110].
2. Прусское происхождение. Основана на «Великой хронике о Польше, Руси и их соседях». Заявляется, что Миндовг был прусским королём, который бежал от крестоносцев[111].
3. Правящая династия происходит из князей древне-литовских племён. Основана на этимологии имён правителей, рассмотренной литовскими исследователями XX века[112].
4. Великие князья литовские происходят из династии полоцких правителей — князей Рогволодовичей. Основана на Воскресенской летописи, «Великой хронике о Польше, Руси и их соседях» и Западнорусских летописях XVI века. Согласно данной версии, литовские магнаты пригласили на княжение Давила[бел.] и Мовкольда (назывался отцом Миндовга, основателя государства), потомков Рогволода Полоцкого[113]. Версия была популярна в Великом княжестве Московском[114].
5. Происхождение от простолюдина. Также была распространена в Московии. Основана на записях польских хронистов Матея Меховита и Мартина Кромера. Согласно ей, князь Витень был убит своим конюхом Гедимином, который потом объявил себя князем[114].
6. Божественое происхождение. Основана на трудах Теодора Нарбута. Согласно этой версии, предком династии был литовский бог Гелон[114].

В современной науке ни одна из приведённых версий происхождения князей ВКЛ не является доказанной. Великокняжеские родословные до XIV века можно составить только гипотетически, основываясь на предположениях.
Также ведутся споры вокруг первой столицы государства. Литовская сторона настаивает, что это был Кярнаве (базируясь на труде «Гонец цноты» 1574), в то время как белорусская называет Новогрудок (базируясь на труде «Хроника польская, литовская, жмудская и всей Руси» 1582). При этом обе публикации принадлежат историку Матею Стрыйковскому. Как отмечал краевед Виктор Корбут, кроме «голословных полумифических утверждений Стрыйковского» никаких серьёзных аргументов стороны так и не привели. Также в роли столицы называлась Ворута, чьё точное местонахождение не установлено. Критики новогрудской версии делают акцент на отсутствии весомых и надёжных данных о том, что Миндовг когда-либо лично посещал город. Литовский историк Томас Баранаускас обратил внимание на то, что фактически населённым пунктом управлял сын Миндовга Войшелк, который от имени отца в 1254 году заключил договор с Галицко-Волынским княжеством и передал город в управление князю Роману Даниловичу. Столицами, как писал специалист, не управляют через вассалов, и тем более не передают их во временное владение чужой династии. По его мнению, Новогрудок времён Миндовга был глубокой периферией. Белорусская сторона, в частности историк-любитель Анатолий Тарас, делает акцент на том, что Кярнаве впервые упоминается лишь спустя 16 лет после гибели Миндовга.
На ряде важных моментов, как подметил профессор Альфредас Бумблаускас в интервью 2016 года, стороны не акцентируют внимание. Так, например, в Литве не знают своего влияния за пределами текущих этнических границ (имеются ввиду языковые острова древнелитовских племён за Неманом, под Минском и под Днепром), а в Беларуси неверно пишут про язык, метрики и канцелярию. По последнему вопросу Бумблаускас указал, что у Витовта в канцелярии было много письменников с Волыни. Недосказанностей по украинскому фактору хватает как в белорусской, так и в литовской историографии. Артурас Дубонис слабым местом аргументации литовской стороны назвал бесписьменность языка предков до XVI века. Скудные данные не позволяют в полной мере отразить масштабы его использования и раскрыть роль его носителей в жизни государства. В качестве слабости позиции белорусской стороны специалист отметил утверждение о том, что на современных литовских территориях (в частности, в Кедайняйском крае) и шляхта, и крестьяне владели старобелорусским языком (при этом в качестве аргументации использовалось то, что письменные источники из региона были только на нём, а не на литовском). Подобное утверждение Дубонис обозначил как «методологически неточную интерпретацию исходных данных», поскольку, ссылаясь на Зигмантаса Кяупу, «письменный язык — это ещё не значит устный язык».
Артурас Дубонис критиковал коллег из соседней республики по пункту о том, что старобелорусский язык был государственным. По мнению учёного, он являлся лишь языком делопроизводства. Историк Георгий Голенченко в ответ предложил термин «официальный язык ВКЛ».

### Взгляды на прошлое
Камунтавичус видел корень спора не в трактовках учёных, а в школьном преподавании истории. По его мнению, единственный выход в данной ситуации — «не стараться поменять мышление соседа, а попробовать его понять». В интервью для газеты «Комсомольская правда», касающейся дискуссии о наследии ВКЛ, исследователь уделил особое внимание школьному образованию.
Литовцы с первых классов школы учат, что Великое княжество начинается с литовских земель, то есть с восточной Литвы. Главные центры этого ядра располагаются на этнических литовских землях, и оттуда княжество расширяется, в том числе и на территорию Беларуси. В Беларуси делается акцент на том, что ядро ВКЛ зарождалось в южных этнических литовских землях плюс земля Новогрудка. И первая столица государства была в Новогрудке.
[...]

Мы составили анкету и раздали её студентам каунасского университета и гродненского. Один из вопросов звучал так: «Где были самые главные резиденции Радзивиллов?» И все белорусские студенты назвали Несвиж и Мир. А что литовцы? Каждый ученик в Литве знает, что главная резиденция Радзивиллов в Кедайнах (Кедайняй). Наши студенты ничего не знают про Несвиж, а ваши — про Кейданы.
Как говорилось в статье на портале «Зеркало», система образования как часть госаппарата обслуживает его же интересы — в частности, помогает ему донести до своих своих юных граждан то, что существование их государства исторически предопределено, справедливо и необходимо. Сами же события и персоны прошлого часто настолько многогранны, что безо всякой лжи и фальсификаций их можно удобно «встроить» в истории сразу нескольких государств или наций, в то время как о «неудобных» для какого-то государства гранях можно просто умолчать. В качестве схожего с ВКЛ случая медиа привело кейс Адама Мицкевича: в Польше акцентируется, что он польскоязычный писатель и один из организаторов польского национально-освободительного движения; в Беларуси делается упор на происхождение Мицкевича и его предков с белорусских земель и многочисленные белорусские языковые особенности в польском языке его произведений; в Литве же в первую очередь обращают внимание на то, что поэт считал себя литвином и родился на исторических землях Великого княжества Литовского.
Российский историк Игорь Данилевский считал споры «беспочвенными». Учёный заявил: «Это то же самое, если б я начал спорить со своим двоюродным братом, чьи это предки, мои или его, а это же общие предки». Профессор Геннадий Саганович считал белорусов и литовцев прямыми потомками народа ВКЛ. По его мнению, «всё же у двух стволов современного дерева есть один общий корень». По заявлению Альфредаса Бумблаускаса, главной помехой в налаживании диалога стало использование понятий «национальное государство» или «нация» в том контексте, в котором они трактуются сегодня. Согласно мнению философа Валерия Еворовского, данный спор — «школьный уровень гордости за своё прошлое». Он предлогал оставить каждому народу право верить в те исторические корни, которые ему ближе. Захар Шибеко высказал похожую мысль. По его мнению, в истории есть вещи, которые невозможно решить консенсусом, и поэтому два народа вправе по-своему воспринимать и интерпретировать наследие. Деятель белорусской диаспоры Алесь Чайчиц отмечал, что у белорусов никогда не было сил на равноправную дискуссию, а у литовцев — потребности в этой дискуссии. Однако этот разговор должен состояться. Он предложил проект Единого переходного кабинета министров в сфере национального возрождения: «мирная конференция» между историками и политиками двух стран. Чайчиц считал, что наследие ВКЛ должно объединять народы, а не разделять их. Схожие взгляды на проблему имели такжке Адам Мальдис, Эгидиус Александравичюс и Анджей Пукшто.
Историк Андрей Киштымов предлагал рассматривать ВКЛ в роли империи. Специалист указал, что признание имперских черт вполне может стать тем нейтральным полем, на котором возможно конструктивное плодотворное сотрудничество не только белорусских и литовских историков, но и украинских, польских и российских. Свою позицию он обосновал вненациональностью и многогранностью империй. Портал «Зеркало» предлагал в качестве образца сближения народов на основе прошлого взять пример Франкской империи. Роль государства в истории Западной Европы в чём-то похожа на ту, которую сыграло Великое княжество Литовское в Восточной Европе. Небольшое германское племя франков сумело объединить обширные и этнически неоднородные области, большинство из которых не так давно входило в состав обширной Западной Римской империи. Хотя германская знать стала новым господствующим классом на этих землях, она не смогла навязать свои язык и культуру. Сегодня наследие державы стало символом общеевропейского объединения и интеграции.

## Оппозиция

### В Литве
Литовский край Жемайтия обладает весьма сильной исторической, языковой и культурной спецификой. Регион не участвовал в ранней истории литовской государственности, христианство здесь появилось не ранее XV века. В связи с местными особенностями остаётся вопрос, считать ли жемайтский отдельным языком или диалектом литовского. Официальная версия называет его нижнелитовским наречием, противопоставляя верхнелитовскому — аукшайтскому, на основе которого сформировалась литовская литературная норма. Тем не менее он обладает собственной письменностью и своей молодой литературной традицией. В 1997 году за ним был закреплён местный статус, и есть движение за признание его официального статуса на общегосударственном уровне. В отличие от этнически весьма однородной Жмуди, юг Литовского государства, и в первую очередь Виленщина, характеризуется своей многонациональностью.
В XIX веке формированию жмудского самосознания немало помешал тот факт, что литовское национальное возрождение происходило в основном как раз на жмудских землях, что сильно сблизило их население с собственно литовским (аукшайтским) национальным проектом. Однако в первой половине XX века всё же появилась жмудская письменность, первые попытки литературного творчества. Идея отделения края от Литвы иногда высказывается в среде радикальных активистов, однако в целом трудно ещё говорить о заметном местном сепаратизме. И тем не менее уже в послесоветские годы Жмудь продемонстрировала довольно сильное региональное самосознание и склонность к получению более высокого статуса для местной культурной и языковой традиции.

### В Беларуси
Белорусские сторонники «Русской цивилизации» и «Русского мира» (в частности, Лев Криштапович и Владимир Козляков) считают, что посредством привязки корней страны к ВКЛ белорусскому обществу навязывается «польско-шляхетский взгляд» на прошлое, поскольку в государстве установилась власть «антирусской политической номенклатуры», не имевшей ничего общего с белорусским менталитетом. По мнению сторонников концепций, это делается с целью окончательного раскола восточных славян и переориентации Беларуси на Запад — политически, экономически и психологически, что весьма опасно с точки зрения геополитических интересов России. 
Представитель идеологий, политолог Всеволод Шимов выступил против отождествления государства с Беларусью. Свою позицию он обосновал тем, что княжество было основано языческой литовской знатью, захватившей значительную часть земель Древней Руси в ходе её ослабления из-за междоусобиц и монголо-татарского нашествия. С принятием католицизма в княжестве, как указывал Шимов, началась ползучая дискриминация православного западнорусского населения — предков современных белорусов. 
Как указывал Олег Матвеев, для белорусов характерна двойственная природа исторических представлений о княжестве. С одной стороны, в рамках ВКЛ начинает оформляться белорусское этническое сознание, появляются такие мыслители как Франциск Скорина, Микола Гусовский, Симон Будный, Василий Тяпинский, внёсшие огромный вклад в становление белорусской идентичности, возникает книгопечатание на старобелорусском языке. С другой стороны, белорусы в этот период начинают терять свою элиту, происходит духовный раскол, причём граница цивилизационного противостояния в ВКЛ оформляется не между народами, а между нобилитетом и низшими сословиями.

## Комментарии
1. ↑  Страробелорусский — название для языка-наследника древнерусского в Беларуси. В Украине он известен как староукраинский, в России — западнорусский, у современников — «рус(ь)ка мова» и «рус(ь)кий ѧзыкъ». 
Как указывал медиавист Игорь Курукин, на нём составлялись законы и акты государственной канцелярии. «Русская мова» отличалась от языка Северо-Восточной Руси, который стал предком современного русского. В начале XVII века у белорусского и украинских вариантов начинают прослеживаться отличия[3].
2. ↑  Небольшое княжество на реке Нерис (Вилия).
3. ↑  При этом, согласно Олегу Матвееву, в России ВКЛ оставило противоречивую память из-за русско-литовских войн[45].
4. ↑  Впервые тезис о «белорусско-литовском» или «литовско-белорусском» государстве встречается у исследователей первой трети XX века — В. Ластовского, В. Игнатовского, М. Довнор-Запольского, В. Пичета.[76]
5. ↑  Политолог Всеволод Шимов в статье об отношениях двух республик указал следующие основания, которые используют сторонники идеологии: «Кроме того, этнографы рубежа XIX‒XX вв. фиксировали широкую распространённость белорусских диалектов в окрестностях Вильно (сегодня большинство славян Виленского края Литвы идентифицируют себя как поляки, а не белорусы). Первые деятели белорусского национализма были в основном выходцами из мелкой шляхты из окрестностей Вильно, а белорусские националистические кружки были изначально сосредоточены в литовской столице».[93]